# Дойчландсберг (округ)
Дойчландсберг (нем. Bezirk Deutschlandsberg) — округ в Австрии. Центр округа — город Дойчландсберг. Округ входит в федеральную землю Штирия. Занимает площадь 863,47 кв. км. Население 60 871 чел. Плотность населения 71 человек/кв.км.

## Административно-территориальное деление
1. Бад-Шванберг
2. Дойчландсберг
3. Айбисвальд
4. Фрауэнталь-ан-дер-Ласниц
5. Грос-Санкт-Флориан
6. Ланнах
7. Пёльфинг-Брун
8. Прединг
9. Санкт-Йозеф
10. Санкт-Мартин
11. Санкт-Петер
12. Санкт-Штефан-об-Штайнц
13. Штайнц
14. Веттманнстеттен
15. Вис

### До 2015 года
1. Айбль
2. Бад-Гамс
3. Дойчландсберг
4. Айбисвальд
5. Фрауэнталь-ан-дер-Ласниц
6. Фрайланд-бай-Дойчландсберг
7. Гаранас
8. Георгсберг
9. Грайсдорф
10. Грессенберг
11. Грос-Санкт-Флориан
12. Гросрадль
13. Гундерсдорф
14. Холленег
15. Клостер
16. Ланнах
17. Лимберг-бай-Вис
18. Мархоф
19. Остервиц
20. Пичгау
21. Пёльфинг-Брунн
22. Прединг
23. Рассах
24. Санкт-Йозеф
25. Санкт-Мартин-им-Зульмталь
26. Санкт-Освальд-об-Айбисвальд
27. Санкт-Петер-им-Зульмталь
28. Санкт-Штефан-об-Штайнц
29. Бад-Шванберг
30. Зобот
31. Штайнц
32. Штайнцталь
33. Шталльхоф
34. Зульмек-Грайт
35. Трахюттен
36. Унтербергла
37. Вернерсдорф
38. Веттманнштеттен
39. Вильфрезен
40. Вис